# Tagiades flesus
Tagiades flesus là một loài bướm ngày thuộc họ Hesperiidae from miền nam Africa.
Sải cánh dài 35–47 mm đối với con đực và 43–49 mm đối với con cái. Mặt trên của cánh có màu hơi nâu với các đôm trong gần đỉnh cánh. Các đốm này ở con cái lớn hơn ở con đực. Mặt dưới của cánh dưới màu trắng với bán nguyệt có các đốm đen. Về mùa đông nó có màu sáng hơn mùa hè.
This species được tìm thấy ở khu vực rừng từ Eastern Cape của Nam Phi, through Swaziland và to the border of Zimbabwe.
Ấu trùng ăn loài Dioscorea (bao gồm cả Dioscorea malifolia) và Grewia species. The larva makes a shelter by cutting part way through a leaf from its edge và folding it over, or by sticking two leaves together with silk.
Nhộng nằm trong tổ lá và có màu nâu sáng.
Con trưởng thành bay quanh năm; in warmer areas with peaks vào cuối hè và autumn. The males select territories và fly rapidly, with the white underside of the wings 'flashing'. The females fly randomly throughout the forest. The adults feed from flowers, bao gồm those of Deinbollia oblongifolia và Tabernaemontana ventricosa. These butterflies usually sit with the wings open.